# Horné Hámre
Horné Hámre (in ungherese Felsőhámor, in tedesco Ober-Hammer) è un comune della Slovacchia facente parte del distretto di Žarnovica, nella regione di Banská Bystrica.